# 能持院 (栃木県茂木町)
能持院（のうじいん）は、栃木県芳賀郡茂木町にある曹洞宗の寺院。

## 歴史
1222年（貞応元年）、茂木知基の開基である。知基は茂木氏の始祖であり、茂木城を築城した人物である。1595年（文禄4年）に茂木治良が小川城に移るまで、茂木氏の菩提寺であり続けてきた。
江戸時代は、茂木藩藩主細川氏の菩提寺になっている。
墓地には、細川氏歴代藩主の墓がある。異色なのは、墓標としての墓石を置かず、代わりに杉の木1本を植えて、手前に没年月日を記した石灯籠を置いている。このような墓制は他に類を見ない。

## 文化財
- 能持院総門（栃木県指定有形文化財 昭和33年8月29日指定）[4]
- 細川家の墓所（栃木県指定史跡 昭和33年8月29日指定）[5]

## 交通アクセス
- 茂木駅より車で7分。